# Girma Wolde-Giorgis
Girma Wolde-Giorgis, född 28 december 1924 i Addis Abeba, död 15 december 2018, var en etiopisk politiker och officer som var Etiopiens president mellan 2001 och 2013.
Wolde-Giorgis var kristen och tillhör oromofolket. Han talade förutom flera inhemska språk även engelska.
Han var officer under kejsardömet, och under militärdiktaturen var han bland annat ledare för Röda korset i den dåvarande etiopiska provinsen Eritrea. Efter regimskiftet 1991 gjorde han karriär i näringslivet och blev partilös medlem i nationalförsamlingen 2000.
Han valdes till president 8 oktober 2001, ett relativt överraskande val, av ett enhälligt etiopiskt parlament. Wolde-Giorgis blev omvald som president 9 oktober 2007. 2013 efterträddes han på presidentposten av Mulatu Teshome.